# Biharugra
Biharugra (früher: Ugra) ist eine ungarische Gemeinde im Kreis Sarkad im Komitat Békés. 

## Geografische Lage
Biharugra liegt vier Kilometer westlich der Grenze zu Rumänien, an einem toten Arm des Flusses Sebes-Körös, und grenzt an folgende Gemeinden:
| Magyarhomorog (HB) Komádi (HB) | Körösszakál (HB)                            | Körösnagyharsány         |
| Zsadány                        | Kompassrose, die auf Nachbargemeinden zeigt | Sânnicolau Român (RO-BH) |
| Geszt                          | Cefa (RO-BH)                                |                          |

## Gemeindepartnerschaften
- Biborțeni, Rumänien
- Bodoș, Rumänien

## Söhne und Töchter der Gemeinde
- Jakab Schreyer (1847–1932), Rechtsanwalt und Autor
- Pál Szabó (1893–1970), Schriftsteller und Politiker

## Sehenswürdigkeiten
- Bölöny-Landhaus (Bölöny-kúria)
- Dorfmuseum (Falumúzeum)
- Pál-Szabó-Büste
- Pál-Szabó-Gedächtnishaus (Szabó Pál Irodalmi Emlékház)
- Reformierte Kirche, erbaut 1772, der Turm wurde 1796–1801 hinzugefügt
- Vogelwarte (Bihari Madárvárta), drei Kilometer vom Zentrum des Ortes entfernt

## Verkehr
Durch Biharugra verläuft die Landstraße Nr. 4216. Der nächstgelegene Bahnhof befindet sich südwestlich in Okány.

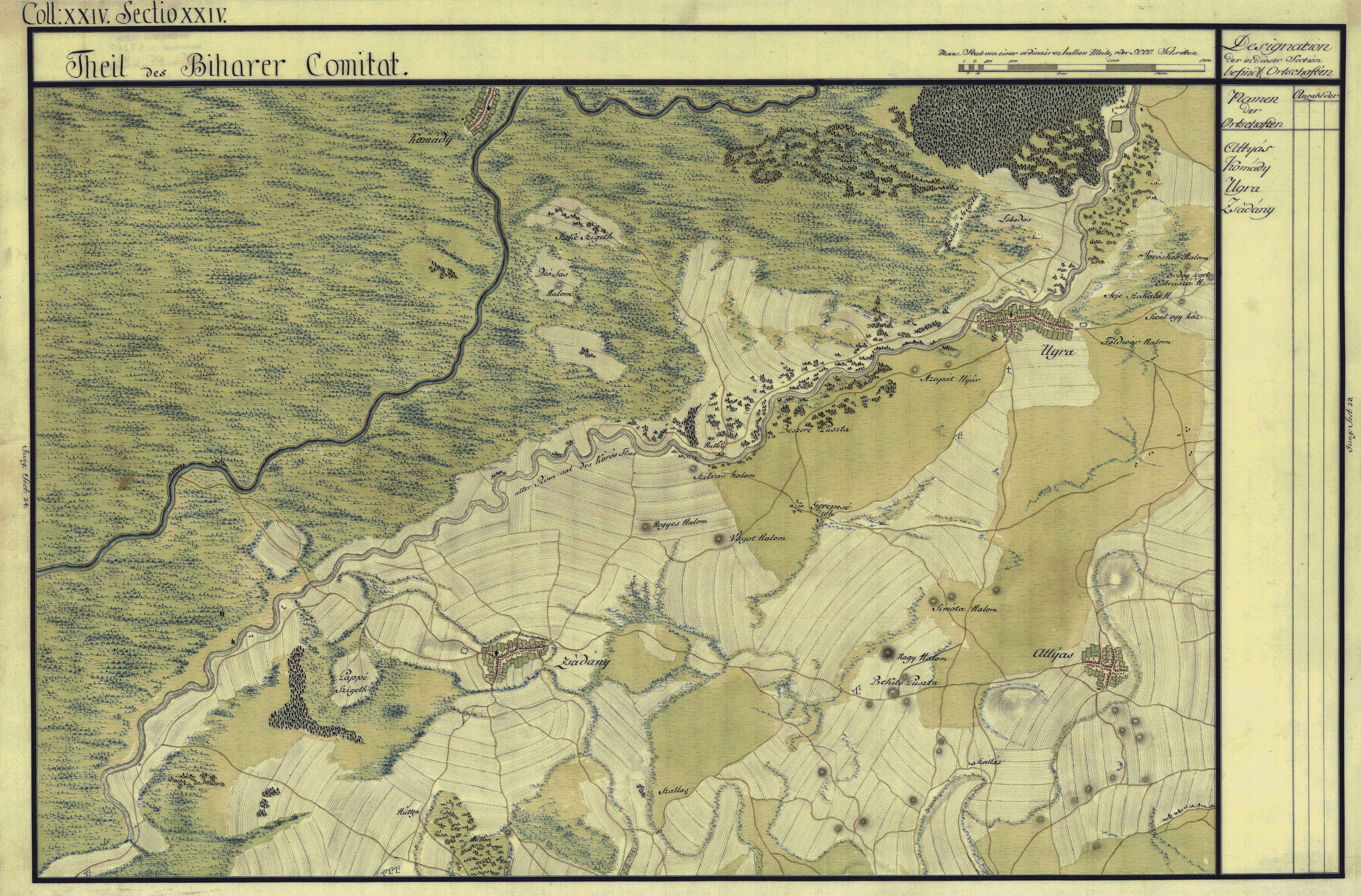
Ugra (rechts oben) um 1782 (Aufnahmeblatt der Josephinischen Landesaufnahme)
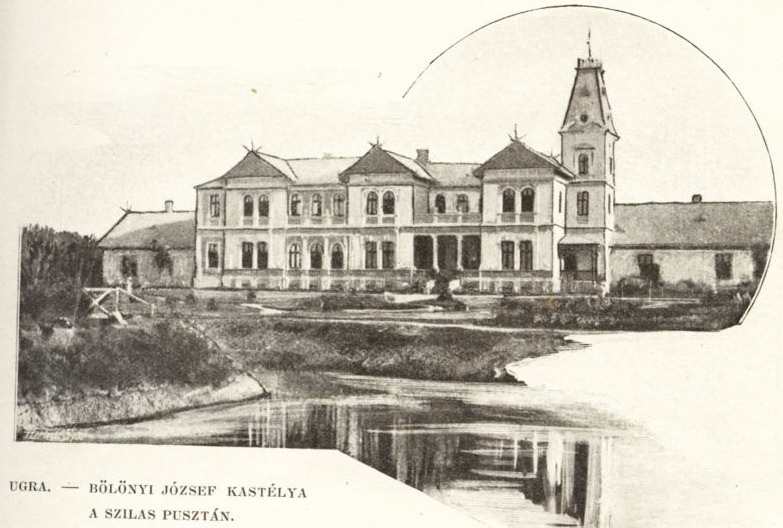
Bölöny-Landhaus (1901)